# Echarri
Pour les articles homonymes, voir Etxarri (homonymie).
Echarri en espagnol ou Etxarri en basque est une ville et une municipalité de la communauté forale de Navarre (Espagne). Le nom de la ville en basque est Etxarri.
Elle est située dans la zone linguistique mixte de la province et à 17 km de sa capitale, Pampelune. Le secrétaire de mairie est aussi celui de Ciriza, Etxauri et Bidaurreta.

## Localités limitrophes
Ziritza au nord, Izurzu et Gesalatz au nord-ouest, Bidaurreta à l'ouest, Zabalza à l'est et Arraiza au sud.

## Démographie
| Évolution démographique                                 | Évolution démographique | Évolution démographique | Évolution démographique | Évolution démographique | Évolution démographique | Évolution démographique | Évolution démographique | Évolution démographique | Évolution démographique | Évolution démographique |
| 1996                                                    | 1998                    | 1999                    | 2000                    | 2001                    | 2002                    | 2003                    | 2004                    | 2005                    | 2006                    | 2007                    |
| ------------------------------------------------------- | ----------------------- | ----------------------- | ----------------------- | ----------------------- | ----------------------- | ----------------------- | ----------------------- | ----------------------- | ----------------------- | ----------------------- |
| 58                                                      | 51                      | 51                      | 51                      | 56                      | 58                      | 64                      | 67                      | 66                      | 67                      | 67                      |
| Sources: Echarri et instituto de estadística de navarra |                         |                         |                         |                         |                         |                         |                         |                         |                         |                         |

### Sources
- (es) Cet article est partiellement ou en totalité issu de l’article de Wikipédia en espagnol intitulé « Echarri » (voir la liste des auteurs).